# Harry Messy
Harry Messy, kanadski hokejist, * ?, † ?.
Messy je leta 1897 igral za moštvo Montreal Victorias. Bil je nared za igro na več tekmah, a igral le na eni, kot menjava za poškodovanega soigralca na položaju napadalca. V tistih časih so hokejisti igrali celotne tekme in menjavo so lahko opravili le, če je bil odhajajoči igralec poškodovan med tekmo. Messy se ni vpisal med strelce. Leta 1897 je z moštvom osvojil Stanleyjev pokal, a ga ni bilo na moštveni fotografiji. 